# 13265 Terbunkley
13265 Terbunkley è un asteroide della fascia principale. Scoperto nel 1998, presenta un'orbita caratterizzata da un semiasse maggiore pari a 2,3484761 au e da un'eccentricità di 0,1272373, inclinata di 4,30388° rispetto all'eclittica.
L'asteroide è dedicato allo studente statunitense Terrance S. Bunkley.